# 西郷信綱
西郷 信綱（さいごう のぶつな、1916年〈大正5年〉1月3日 - 2008年〈平成20年〉9月25日）は、日本の国文学者。専門は上代文学・古代文学。横浜市立大学名誉教授。

## 来歴・人物
大分県生まれ。東京帝国大学英文科に進学したが、斎藤茂吉の短歌に傾倒して国文科に転じ、1939年3月卒業。丸山静とともに「アララギ」派の短歌に傾倒する。戦後、鎌倉アカデミアの創設に参加し教授、その後横浜市立大学教授を長く務め、定年後法政大学教授、この間ロンドン大学教授も務めた。
1990年、『古事記注釈』で角川源義賞受賞。1995年、文化功労者。「九条科学者の会」呼びかけ人を務めていた。
2008年9月25日午後10時35分、急性心不全にて川崎市内の病院で逝去。92歳没

## 研究
最初の著作『貴族文学としての万葉集』では、防人歌、東歌など庶民の歌とされていたものが、貴族歌人の仮託でしかないと論じた。その後国文学の世界ではある程度受け入れられているが、国語教育の世界では反対意見も多い。
日本文学協会に所属し、歴史社会学派の立場で研究を多数発表した。

## 著書
- 「貴族文学としての万葉集」 丹波書林、1946
- 「続日本古典読本1　古事記」　日本評論社、1947
- 「国学の批判」 青山書院、1948
- 「日本古代文学 古代の超克」 中央公論社、1948
- 「日本古代文学史」 岩波書店、1951、岩波全書 1961、岩波同時代ライブラリー 1996、岩波現代文庫 2005
- 「日本文学史」 国民図書刊行会、1952
- 「日本文学の古典」 永積安明・広末保との共著、岩波新書、1954、第2版1966
- 「日本文学の方法」 未來社、1955
- 「万葉私記 第1・2部」 東京大学出版会、1958-1959
- 「詩の発生 文学における原始・古代の意味」 未來社、1960
- 「古事記の世界」 岩波新書、1967、度々復刊
- 「古代人と夢」 平凡社、1972、平凡社ライブラリー、1993
- 「古事記研究」 未來社 1973、新版2002
- 「古事記注釈」 平凡社（全4巻） 1975-1989、ちくま学芸文庫（全8巻） 2005-2006
- 「梁塵秘抄」 筑摩書房「日本詩人選」、1976、ちくま文庫 1990、ちくま学芸文庫 2004、講談社学術文庫 2017
- 「神話と国家　古代論集」 平凡社選書、1977
- 「古典の影 批評と学問の切点」 未來社、1979、平凡社ライブラリー 1995
- 「源氏物語を読むために」 平凡社、1983、朝日文庫 1992、平凡社ライブラリー 2005
- 「古代の声 うた・踊り・市・ことば・神話」 朝日新聞社、1985、朝日選書 1995
- 「壬申紀を読む　歴史と文化と言語」 平凡社選書、1993
- 「古代人と死　大地・葬り・魂・王権」 平凡社選書、1999、平凡社ライブラリー 2008
- 「国引き考　出雲国風土記」 <リキエスタ>の会、2001
- 「斎藤茂吉」 朝日新聞社、2002
- 「日本の古代語を探る」 集英社新書、2005
- 「西郷信綱著作集」（全9巻） 平凡社、2010－2013
  - 「1・2・3　記紀神話・古代研究」
  - 「4・5　詩論と詩学」
  - 「6・7・8　文学史と文学理論」
  - 「9 初期論考・雑纂　総索引」